# 贝吕 (约讷省)
贝吕（法語：Béru，法語發音：[beʁy]）是法国勃艮第-弗朗什-孔泰大区约讷省的一个市镇，属于阿瓦隆区。

## 地理
贝吕（47°48'3"N, 3°53'24"E）面积5.17 平方千米，位于法国勃艮第-弗朗什-孔泰大區约讷省，该省份为法国中北部内陆省份，西接卢瓦雷省，西北接塞纳-马恩省，南至涅夫勒省，东临科多尔省，东北与奥布省接壤。
与贝吕接壤的市镇（或旧市镇、城区）包括：塞里尼、瑟兰河畔舍米伊、希谢、弗莱、瑟兰河畔普瓦伊、维维耶。

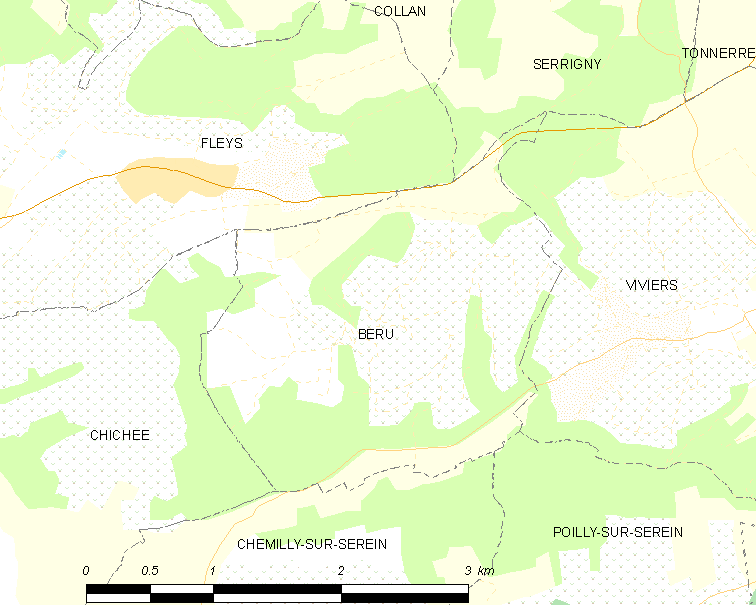
的OSM定位图

贝吕的时区为UTC+01:00、UTC+02:00（夏令时）。

## 行政
贝吕的邮政编码为89700，INSEE市镇编码为89039。

## 政治
贝吕所属的省级选区为沙布利县。

## 人口

1962-2008年间人口变化图示

贝吕于2022年1月1日时的人口数量为75人。